# АНТ-7
АНТ-7 (Р-6) — радянський багатоцільовий літак побудований на початку 1930-х. 

## Історія створення
В середині 1920-х років з'явилась теорія про необхідність створення "повітряного крейсера для дальніх самостійних польотів в тил". Ці літаки повинні були проводити розвідку цілей, прикривати бомбардувальники на відстані більшій, аніж радіус дії винищувачів та самостійно атакувати невеликі об'єкти ворога. Літак мав мати дальність польоту порівняну з дальністю важких бомбардувальників, потужне озброєння та маневреність, яка б дозволила вести повітряний бій.На основі схеми та конструкції ТБ-1 з'явилась можливість створити подібний літак з такими ж двигунами, але менших розмірів та маси. З двома двигунами BMW-VI (500/730 к.с.) він міг розганятись до швидкості одномоторного винищувача біплана тих часів. Перший дослідний екземпляр був випущений 11 вересня 1929 року, але випробування почались в травні 1930.

## Серійне виробництво
Після випробувань та певних змін літак був запущений в серійне виробництво, він позиціонувався як літак дальньої розвідки, супроводження бомбардувальників та повітряного бою. Державні випробування першого  готового серійного літака з двигунами М-17 (радянська копія BMW V1E7) почались 5 жовтня 1931 року. Серійний літак, порівняно з експериментальним,став важчим на 126 кг, радянські двигуни були важчі за аналоги на 60 кг, а шасі на 28. В результаті серійний літак виявився більш повільним та з меншою практичною стелею. Після випуску 45 одиниць на заводі  №22 (Москва) в 1932 році виробництво було перенесено на завод №31 в Таганрозі, де виготовлялась модифікація МР-6 з поплавками.
В 1934 році виробництво АНТ-7, під маркою КР-6, повернулось в Москву та продовжувалось до 1935 року. Крім того на заводі №126 зібрали ще 20 Р-6. Загалом було виготовлено 406 літаків.
|        | Виробник                      | 1931 | 1932 | 1933 | 1934 | 1935 | 1936 | Всего |
| ------ | ----------------------------- | ---- | ---- | ---- | ---- | ---- | ---- | ----- |
| Р-6    | № 22                          | 15   | 30   |      |      |      |      | 45    |
| Р-6    | № 126 (Комсомольськ-на-Амурі) |      |      |      |      |      | 20   | 20    |
| МР-6   | № 31 (Таганрог)               |      | 1    | 50   | 20   |      |      | 71    |
| КР-6   | № 22                          |      |      |      | 150  | 20   |      | 170   |
| КР-6А  | № 22                          |      |      |      | 72   | 28   |      | 100   |
| Всього | Всього                        | 15   | 31   | 50   | 242  | 48   | 20   | 406   |

## Конструкція
АНТ-7(Р-6) - двомоторний літак з тягнучими двигунами, низькоплан, вільнонесучий моноплан. Конструкція літака суцільнометалевою. Обшивка з гофрованих листів кольчугалюмінія. 
Крило складається з центроплану та двох консолей. Подібний силовий набір крила складається з чотирьох лонжеронів та стрингерів. Лонжерони в розрізі — пласкі трубчасті розкосі фрагменти, виготовлені з кольчугалюмінія. Повздовжній силовий набір — нерв'юри фрагментної конструкції з кольчугалюмінію, встановлені з кроком 1 м. 
Механізація крила – елерони з осьовою аеродинамічною компенсацією. Елерони мали велику площу і складалися з трубчастих лонжеронів та гофрованої обшивки. 
Фюзеляж - складається з трьох частин - носова, середня та хвостова, стиковані між собою болтами. Обшивка фюзеляжу - тонкий гофрований лист, силовий набір ферменної конструкції, склепаної з кольчугалюмінієвих труб. У носовій частині фюзеляжу розташовувався стрілець-спостерігач із кулеметною установкою, за ним розташовувалась кабіна пілота. У середній частині була поворотна кулеметна установка, яка висувалась вниз. У хвостовій частині зверху була ще одна кулеметна турель.  
Двигуни – водяного охолодження з дерев'яними повітряними гвинтами. Моторама виготовлена із сталевих труб та кріпиться до центроплану болтами. Водяні радіатори встановлювалися у мотогондолах під двигунами. Паливні баки, клепаної конструкції з кольчугалюмінію, розташовувалися в крилі.
Хвостове оперення - конструктивно аналогічно крилу. Стабілізатор поворотний, відхиляється на +5 градусів. Поворот здійснювався від штурвала в кабіні льотчика, пов'язаний тросовою проводкою з гвинтовим домкратом.
Шасі — не прибирались, виготовлялося із сталевих труб. Задні стійки самоорієнтуються. Амортизація шасі та милиці - гумова, шнурова. Взимку колеса шасі замінювалися на лижі.
Приладове обладнання - на приладовій дошці пілота розташовувалися тахометри, термометри та манометри води та олії, покажчики рівня бензину в баках, покажчики повороту, швидкості, висотомір, годинник та компас. У стрільця-бомбардира знаходилися компас, покажчик швидкості, годинник, термометр повітря та навігаційний візир. У передній кабіні розташовувався фотоапарат.

## Характеристики
Розміри:
- Довжина 15,06 м

- Висота 6,92 м

- Розмах крила 23,2

- Площа крила 80 м²

Маса:
- Маса пустого 3856  кг

- Маса спорядженого 4690 кг

- Нормальна злітна маса 6472 кг

Силова установка:
- 2×М-17Ф

- Потужність двигунів 2×500 к.с.

Льотні Характеристики::
Максимальна швидкість:  
- Біля землі: 240 км/год
- Посадкова швидкість110 км/год
- Практична діяльність 1680 км
- Практична стеля 5620 м
- Час набору висоти 5000 м за 39,3 хв
- Навантаження на крило 76,6 кг/м²
- Тягооснащеність 121 Вт/кг

Озброєння:
- Стрілецько-гарматне 5 × 7,62
- Бойове 790 кг

## Експлуатація
1936 року військові модифікації літака застаріли та почали передаватися в Аерофлот та Главсевморпуть де вони широко експлуатувалися під маркою ПС-7 —  На літах встановлювали 2 типа двигунів М17 та МП-6 (М-17 в поплавковому варіанті). Комерційне навантаження обох складало 700 кг. У ВПС АНТ-7 використовувався як тренувальний 1936-38, пізніше як транспортний, аж до 1944 року.

## Модифікації
- Р-6 «Розвідник шостий» — модифікація для проведення розвідки та супроводу бомбардувальників; перший політ був в 1930 році.

- Р-6Л «Лімузин» — варіант серійного літака з закритою кабіною у формі невисокої надбудови фюзеляжу зі склінням та вхідними даними на правому борту. Літак був розрахований на 9 місць, з них 7 пасажирських, обладнаний багажним відсіком. Був випущений в одному екземплярі в липні 1933 року. Розбився у вересні 1933 року через погані метеоумови.

- МР-6 "Морський розвідник шостий" - літак Р-6 на поплавцях типу "Ж" випускався в 1932-1934 роках на заводі в Таганрозі. Оскільки поплавці були такими ж як і ТБ-1, літак був дуже складний при посадці. Під час випробувань літака було втрачено три машини. Застосовувався ГВФ і НКПС під маркою МП-6. Пілот Л. Г. Крузе виконав на цьому літаку першу аерофотозйомку частини тайги, якою пізніше пройшла траса Байкало-Амурської магістралі. Для тих років це була надсучасна технологія.

- КР-6 2М-17 «Крейсер-розвідник» – після припинення випуску МР-6 у Таганрозі його виробництво відновили у Москві під новою назвою. Крім того, в конструкцію було внесено низку змін — введено посадкові щитки та залізи між крилом і фюзеляжем, прибрано висувну вежу, гальмівні колеса та ін. «Крейсер» випускався в 1934—1935 роках.ПС-7 «Пасажирський літак сьомий» — цивільний літак ПС-7 для перевезення вантажів та пасажирів, спочатку був із відкритою кабіною, але пізніше машину почали робити із закритою кабіною. Кабіни льотчика та бортмеханіка були в передній частині літака, за пасажирським салоном місткістю 8—10 пасажирів. Літаки літали зі швидкістю 170-180 км/год .

- ПС-7 «Пасажирський літак сьомий» — цивільний літак ПС-7 для перевезення вантажів та пасажирів, спочатку був із відкритою кабіною, але пізніше машину почали робити із закритою кабіною. Кабіни льотчика та бортмеханіка були в передній частині літака, за пасажирським салоном місткістю 8—10 пасажирів. Літаки літали зі швидкістю 170-180 км/год.

- П-6 «Пасажирський (літак) шостий» - цивільний літак для перевезення вантажів та пасажирів.

## Рекорди
Пілот Л.Г Крузе на МР-6, з бортовим номером СССР Ж1, в 1936 році здійснив рекордний на той час переліт Ленінград-Іркутськ-Нордвік на відстань близько 10 000 м.
На літаку АНТ-7 льотчик П.Г.Головін здійснив перший політ над Північним полюсом перед посадкою там інших літаків полюсної експедиції в 1937 році.

## Інциденти
- 23 червня 1941 ПС-7 авіакомпанії "Дальстрой" розбився на зльоті з Чокурдаха після того, як лівий поплавок вдарився об затоплене колоду, всі п'ятеро людей на борту вижили, але літак був списаний.

- 19 жовтня 1943 р. ПС-7 авіакомпанії «Дальстрой» розбився при зльоті із Зирянки через помилку екіпажа при завантаженні багажу; всі 12 осіб на борту вижили, але літак був списаний.